# Гирих

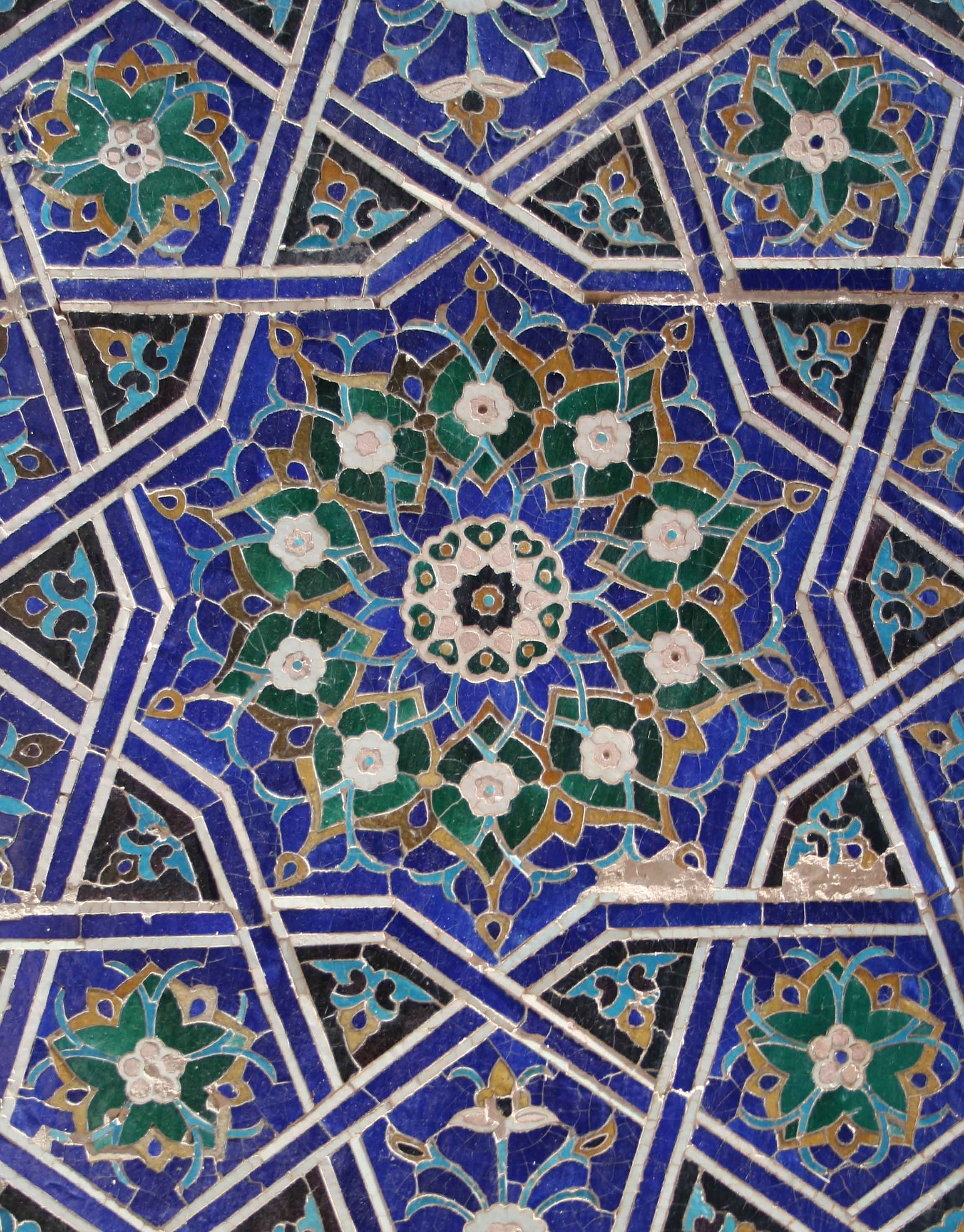
Орнамент гирих с инкрустированным растительным украшением в ансамбле мавзолеев Шахи Зинда в Самарканде, Узбекистан

Гирих (перс. گره‎, «узел»), а также گره سازی («завязывание узлов») — вид исламского декоративного искусства в архитектуре и художественных ремёслах (обложки книг, ковры, небольшие металлические объекты), состоящий из геометрических линий, образующих переплетённые декоративные орнаменты. В персидской архитектуре орнаменты с узлами можно видеть в кирпичной кладке банна’и, в изделиях из стукко и мозаичных фаянсовых работах. Гирих определяется как «геометрические (часто в виде звёзд и многоугольников) рисунки, определяемые массивом точек, в которых (прямые) линии пересекаются».
В гирих используются симметричные узоры из прямолинейных отрезков. Гирих обычно состоит из переплетений, которые образуют 6-, 8-, 10- или 12-угольные звёзды, разделённые многоугольниками и лентами, и часто они рисовались в переплетённом виде. Такие узоры обычно состоят из повторяющихся «единичных ячеек» с 2-, 3- или 6-кратной вращательной симметрией, которые замощают плоскость без зазоров.
Трёхмерный эквивалент гирих называется мукарны. Он используется для украшения нижних частей куполов или тромпов.

## История

### Корни
Считается, что орнаменты в стиле гирих были навеяны узловыми орнаментами сирийской провинции Римской империи, которые датируются вторым столетием нашей эры. Предшественниками гирих были криволинейные переплетённые орнаменты с трёхкратной вращательной симметрией. Мечеть Омейядов (709—715) в Дамаске, Сирия, имеет оконные решётки, имеющие волнообразный переплетённый орнамент в виде шестиугольных звёзд. Ранние примеры исламских геометрических орнаментов, сделанные из прямых лент, можно видеть в архитектуре, сохранившихся к настоящему времени воротах караван-сарая в Рабат Малик, Узбекистан (1078).

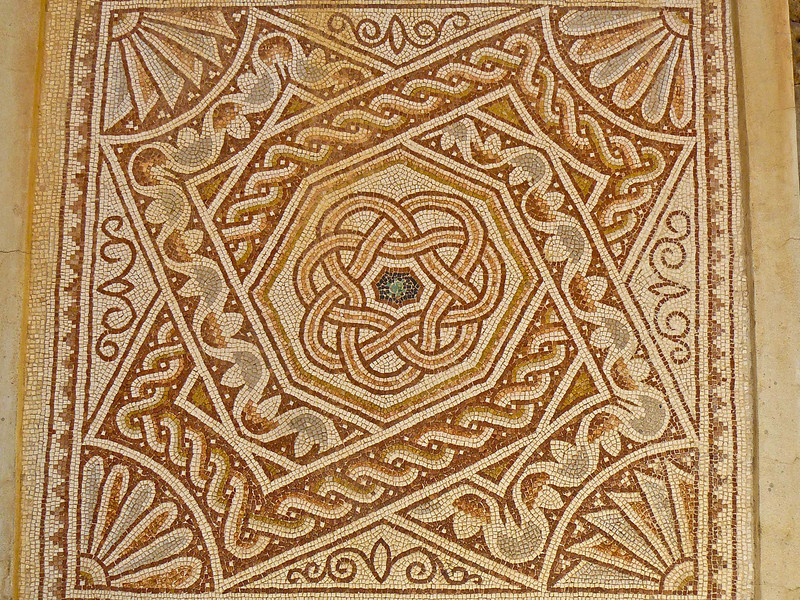
Римская мозаика II века в Босре с криволинейными орнаментальными узлами
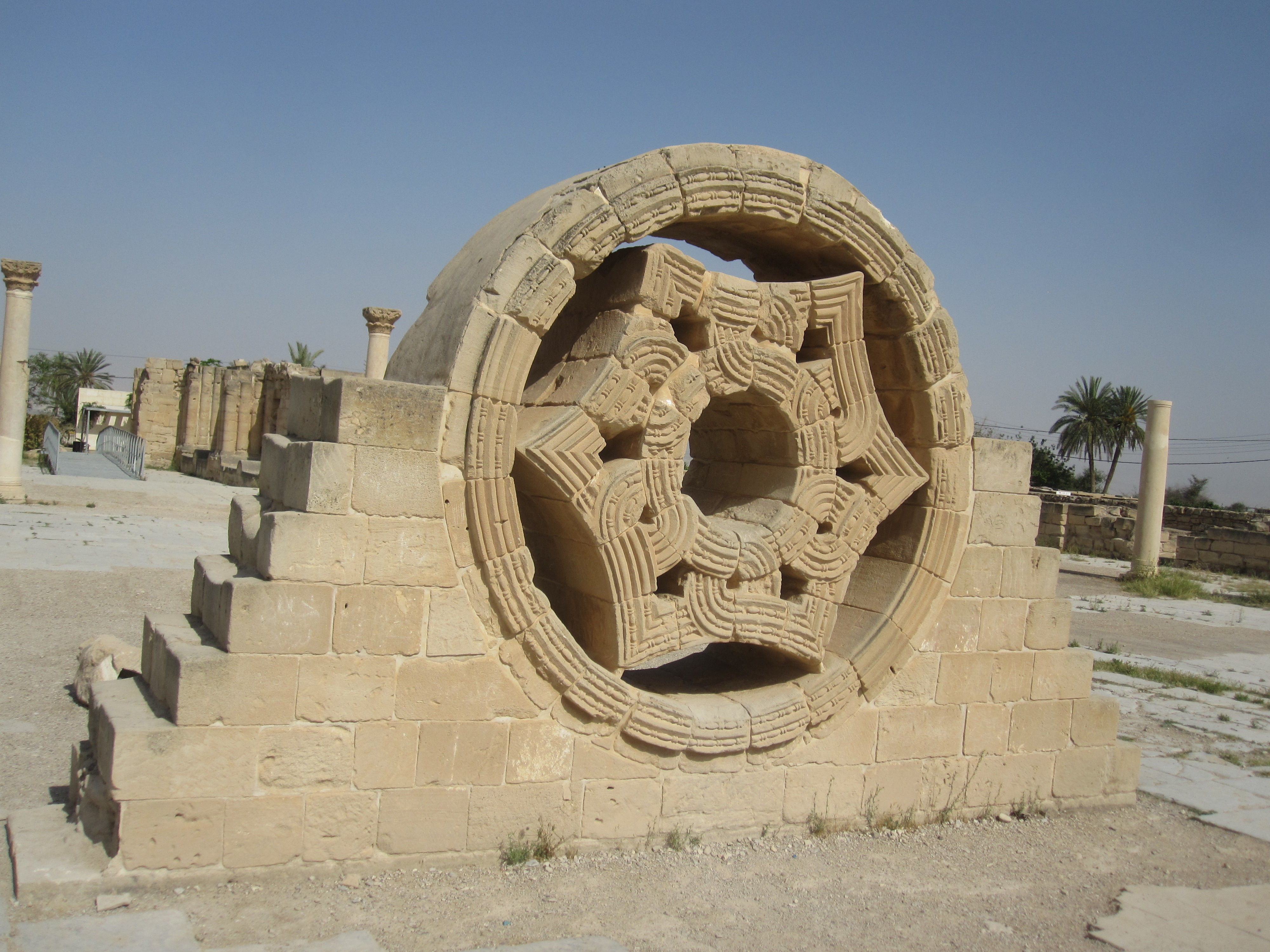
Криволинейное переплетение VIII века в окне замка Хирбет Аль-Мафджар[англ.], Иерихон

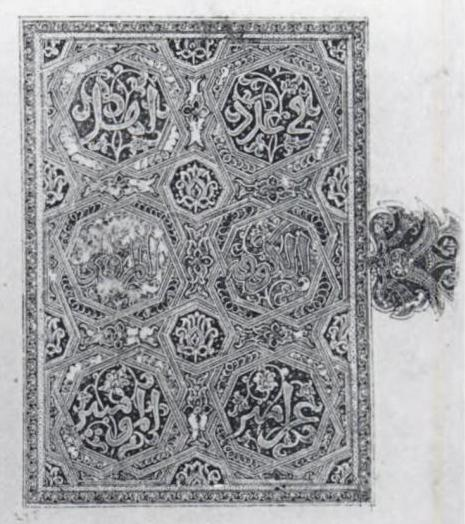
Украшение Корана (1000—1001 гг. н. э.), сделанное ибн аль-Баввабом

### Украшение рукописей
Ранние формы гирих в книгах есть на обложке Корана примерно 1000 года, найденного в Багдаде. Этот Коран имеет украшенные рисунками страницы со сплетёнными восьмиугольниками и записанную каллиграфией сулюс.

### Работа по дереву

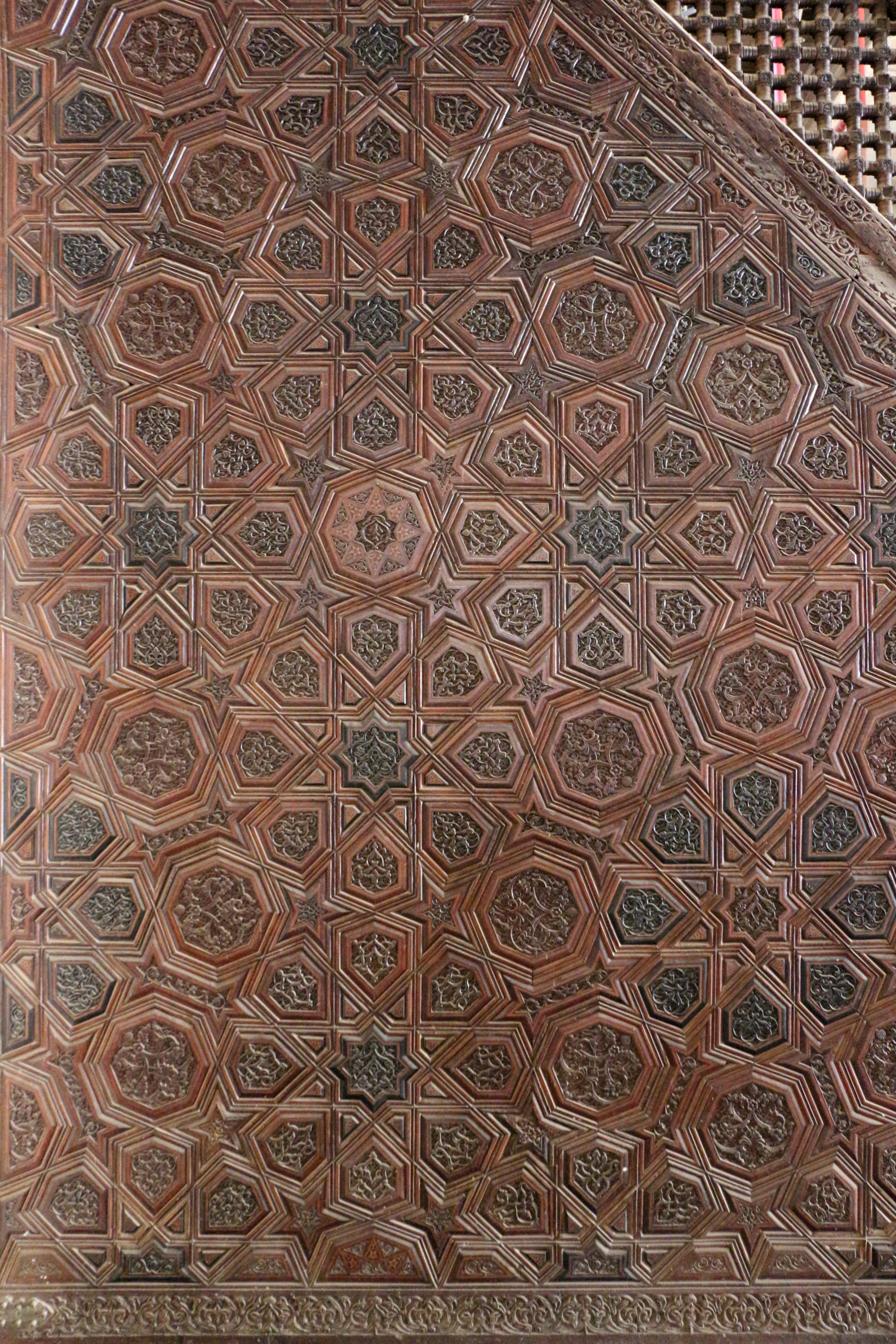
Минбар XIII века, мечеть Ибн Тулуна, Каир

Одно из наиболее ранних сохранившихся примеров исламского геометрического искусства, это деревянный минбар XIII века мечети Ибн Тулуна в Каире.
В деревянных изделиях узоры гирих могут быть созданы двумя различными методами. В одном методе сначала создаётся деревянная решётка с геометрическими фигурами (многоугольники или звёзды), затем отверстия могут быть заполнены каким-либо материалом, либо не заполняться. В другом методе, называемом гирих-чини, деревянные панели с геометрическими фигурами создаются отдельно, затем они комбинируются для создания сложного орнамента. Эта техника работы с деревом была популярна в период сефевидов. Примеры этой техники наблюдаются в различных исторических структурах Исфахана.

### Архитектура

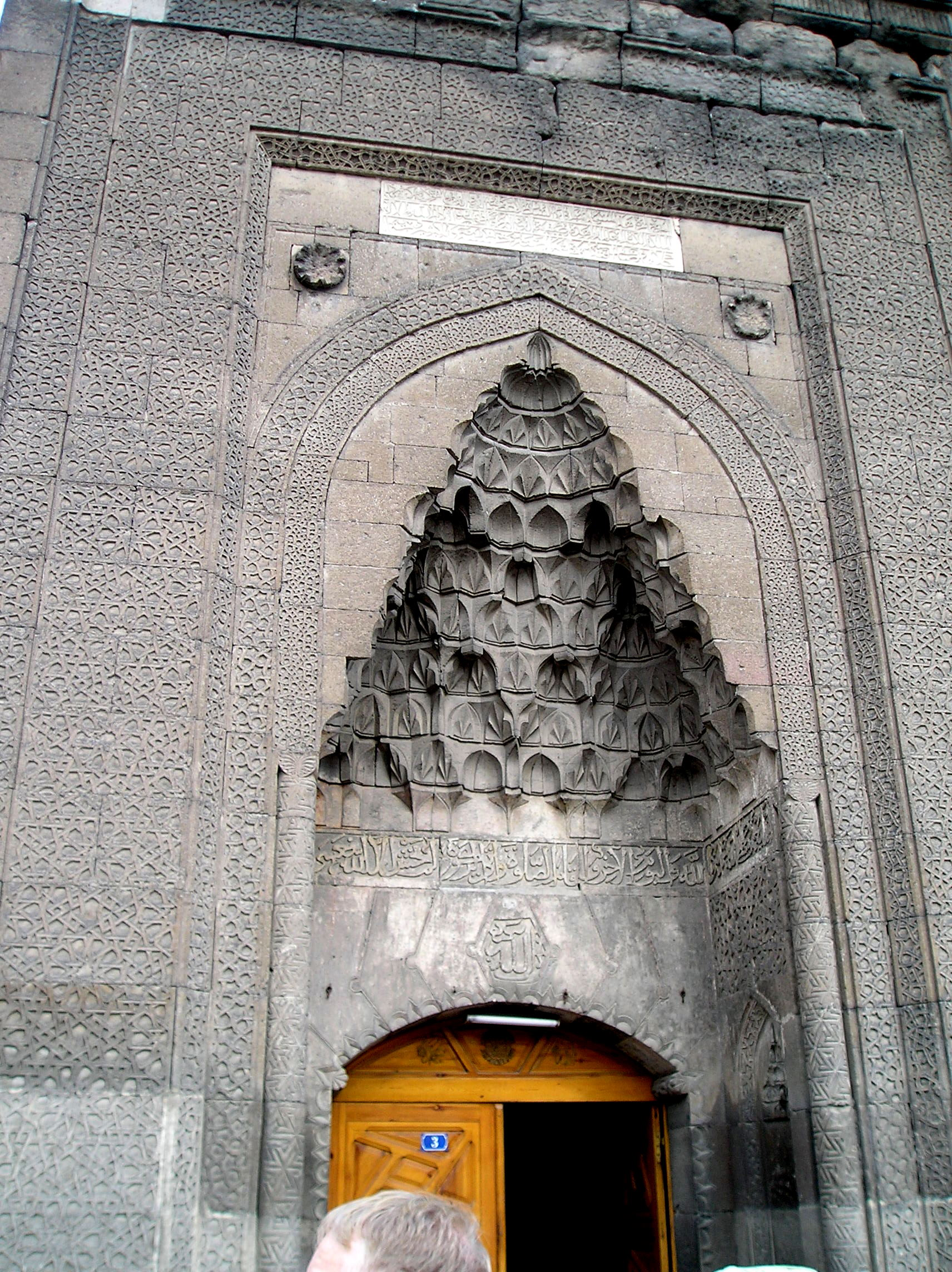
Орнаменты гириха на стенах, окружающих ворота медресе Хунат Хатун (архитектура периода Сельджуков — примерно 1178—1243) в Кайсери, Турция.

Термин «гирих» обозначал в турецком языке многоугольный ленточный узор, используемый в архитектуре начиная с конца XV века. В конце XV века узоры гирих были приведены художниками в каталогах узоров, таких как свиток Топкапы.
Хотя криволинейные узоры гирих встречались в 10-м веке, Полностью разработанные орнаменты гирих не попадались до XI века. Орнамент стал доминирующим элементом в 11-м и 12-м веках, например, в резных панелях стукко с переплетённым орнаментом гирих, который можно видеть на башнях Харракана (1067) возле Казвина, Иран. Украшение в виде стилизованного растения было иногда согласовано с гирих.
После периода сефевидов использование гирих продолжалось в период династии cельджукидов и в поздний период хулагидов. В XIV веке гирих становится незначительным элементом в декоративном искусстве и был вытеснен растительными узорами во время эры тимуридов. Однако геометрические ленточные узоры продолжали быть важным элементом декоративного искусства в монументах Центральной Азии и после периода тимуридов.

## Построение
Первые узоры гирих были сделаны путём копирования орнамента по правильной решётке. Узор рисовался с помощью циркуля и линейки. Современные художники для создания традиционной техники используют пару делителей (центрировочных циркулей), чтобы сделать насечки на бумажном листе, который затем оставляется на солнце, чтобы он стал ломким. Прямые линии рисуются карандашом и немаркированной линейкой. Орнаменты гирих, сделанные таким образом подобны двумерному кристаллу, замощающему пространство с помощью единичной ячейки. Поскольку замощение сделано с помощью операций параллельного переноса или вращения, ячейки имели 2-, 3-, 4- или 6-кратную вращательную симметрию.

### Плитки гирих
Начиная примерно с 1200 года орнаменты гирих делались из звёзд и многоугольников, имеющих 5- или 10-кратную вращательную симметрию. Такие фигуры можно нарисовать с помощью циркуля и линейки. Однако с XV века некоторые узоры гирих перестали быть периодическими и создавались с помощью плиток гирих. Это набор из пяти плиток с нарисованными на них линиями. Плитки позволяют замостить плоскость без зазоров, при этом линии на плитках образуют орнамент гирих. Неизвестно, когда были использованы плитки гирих вместо построения с помощью циркуля и линейки. Принято считать, что плитки гирих были использованы в некоторых зданиях, построенных около 1200.

Плитки гирих
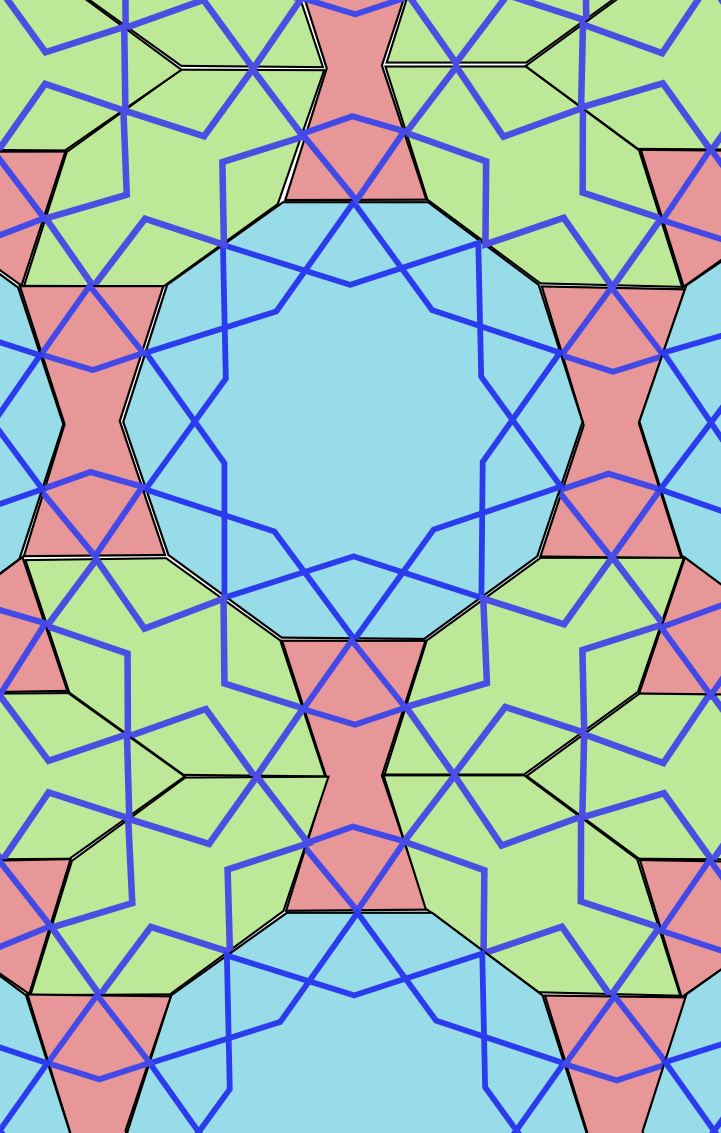
Орнамент гирих, сделанный из плиток гирих
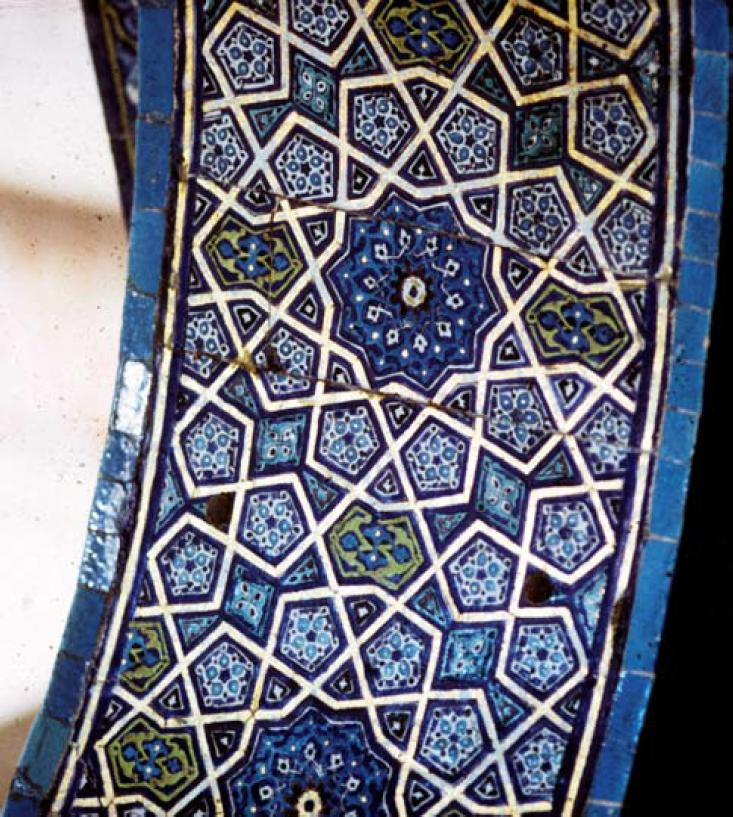
Деталь Зелёной мечети (Бурса, Турция), использующая этот орнамент

#### Двухуровневые орнаменты
Орнаменты гирих на храме Дарбе-имам, построенном в 1453 году в Исфахане, имеет много более сложные узоры, чем были видны до этого времени. Детали орнамента показывают, что для украшения храма использовались плитки гирих, а не узоры, построенные с помощью циркуля и линейки. Орнаменты этого храма апериодичны. То есть на стене они не образуют повторяющегося узора. Другая характеристика орнаментов на храме Дарбе-имам заключается в том, что орнаменты нарисованы в двух различных масштабах. Бо́льшие орнаменты заметны на расстоянии, в то время как более мелкие узоры, являющиеся частями крупных орнаментов, заметны вблизи здания.
Хотя есть свидетельства, что некоторые древние мозаики гирих использовали правило подразделения для создания двухуровневых узоров, неизвестно никаких исторических примеров использования правил подразделения, которые могут быть применены бесконечное число раз. Например, орнамент, использованный в пазухе сводов храма Дарбе-имам (см. рисунок), состоит только из десятиугольников и плиток в виде галстука-бабочки, в то время, как правило, подразделения использует, кроме этих двух плиток, удлинённую шестиугольную плитку. Таким образом, этот орнамент не проявляет самоподобность между уровнями 1 и 2. Однако плитки рисунка, содержащего десятиугольники, получаются путём повторяющегося применения правила подразделения, реализуются в квазикристаллическом замощении.

#### Апериодичность
Периодическое замощение плоскости — это регулярное повторение «единичной ячейки» (повторяющейся фигуры или группы фигур) без зазоров. Такие упаковки можно видеть в двумерных кристаллах и вследствие теоремы о кристаллографических ограничениях, единичная ячейка ограничена 2-, 3-, 4- или 6-кратными вращательными симметриями. По этой причине невозможно замостить плоскость периодически фигурами, имеющими пятикратную вращательную симметрию, такими как пятиугольная звезда или десятиугольник. Орнаменты с бесконечными совершенными квазипериодическим порядком переноса могут иметь запрещённые кристаллографией симметрии, какие имеют пятиугольники и десятиугольники. Такие фигуры с пятикратной симметрией повторяются периодически, хотя пространство между ними содержит другие фигуры, которые не имеют периодического орнамента. Такие замощения называются квазикристаллическими.
Один из способов построения квазипериодических мозаик — создание мозаики Пенроуза. Плитки гирих можно разделить в плитки Пенроуза, называемые «дротик» и «змей», но нет никаких свидетелств, что этот подход был использован средневековыми художниками. Другой способ построения квазипериодических мозаик — подразделение плиток гирих на более мелкие плитки гирих с использованием правила подразделения. В пределе плоскость будет разделена на плитки гирих, которые повторяются в частоте использования, но не образуют периодической мозаики. Применение такого правила подразделения могло бы свидетельствовать, что исламские художники XV века старались, чтобы созданные из плиток гирих орнаменты никогда не повторялись. Однако все известные орнаменты гирих, сделанные из плиток гирих, показывают уровень не больше второго. Фактически, не требовалось на практике, чтобы орнамент давал более двух уровней рисунка, поскольку третий уровень был бы либо слишком крупным, либо слишком мелким. Похоже, следневековые исламские художники обладали инструментом создания очень сложных орнаментов, но никогда его не использовали. Как говорил Маковицкий,
Художники были удовлетворены созданием больших фундаментальных областей, но не заботились о математическом понятии бесконечно расширяемых квазипериодических рисунков. Однако они понимали и использовали некоторые локальные геометрические свойства квазикристаллических орнаментов.
— Маковицкий

#### Свиток Топкапы
Свиток Топкапы с конца XV века, показывающий, что плитки гирих были использованы для создания орнаментов гирих. Рисунки этих орнаментов в книге показывают линии гирих с наложенными линиями плиток, использованных для образования орнаментов гирих.

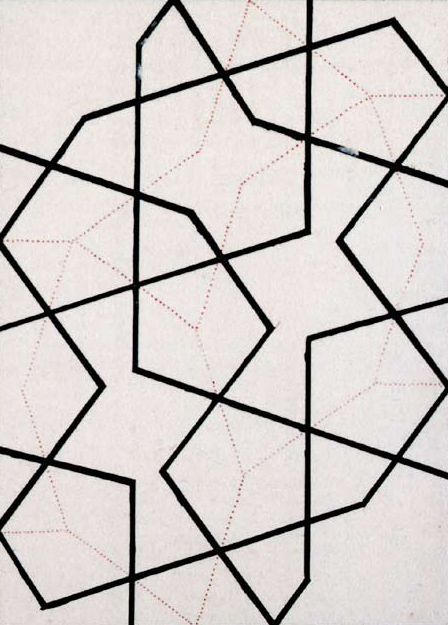
Панель со. Чёрные линии показывают орнамент гирих, тонкие красные линии показывают контуры плиток гирих.

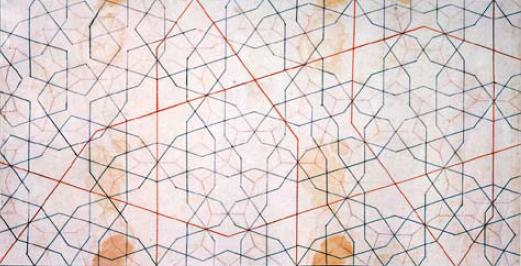
Панель из свитка Топкапы, показывающей орнаменты гирих двух различных масштабов и плитки гирих для их построения.
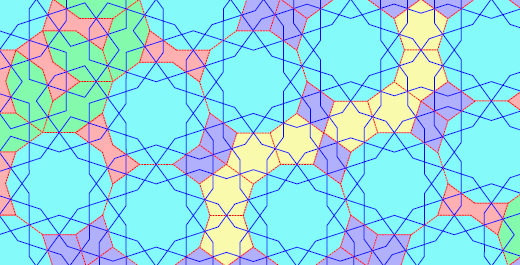
Реконструкция малого орнамента (толстые чёрные линии) с левой панели, использующего малые плитки гирих.
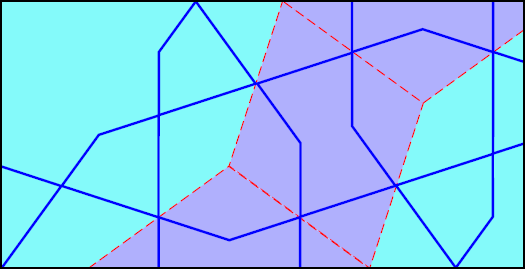
Реконструкция большого орнамента (толстые красные линии) с левой панели, использующего большие плитки гирих.

## Галерея

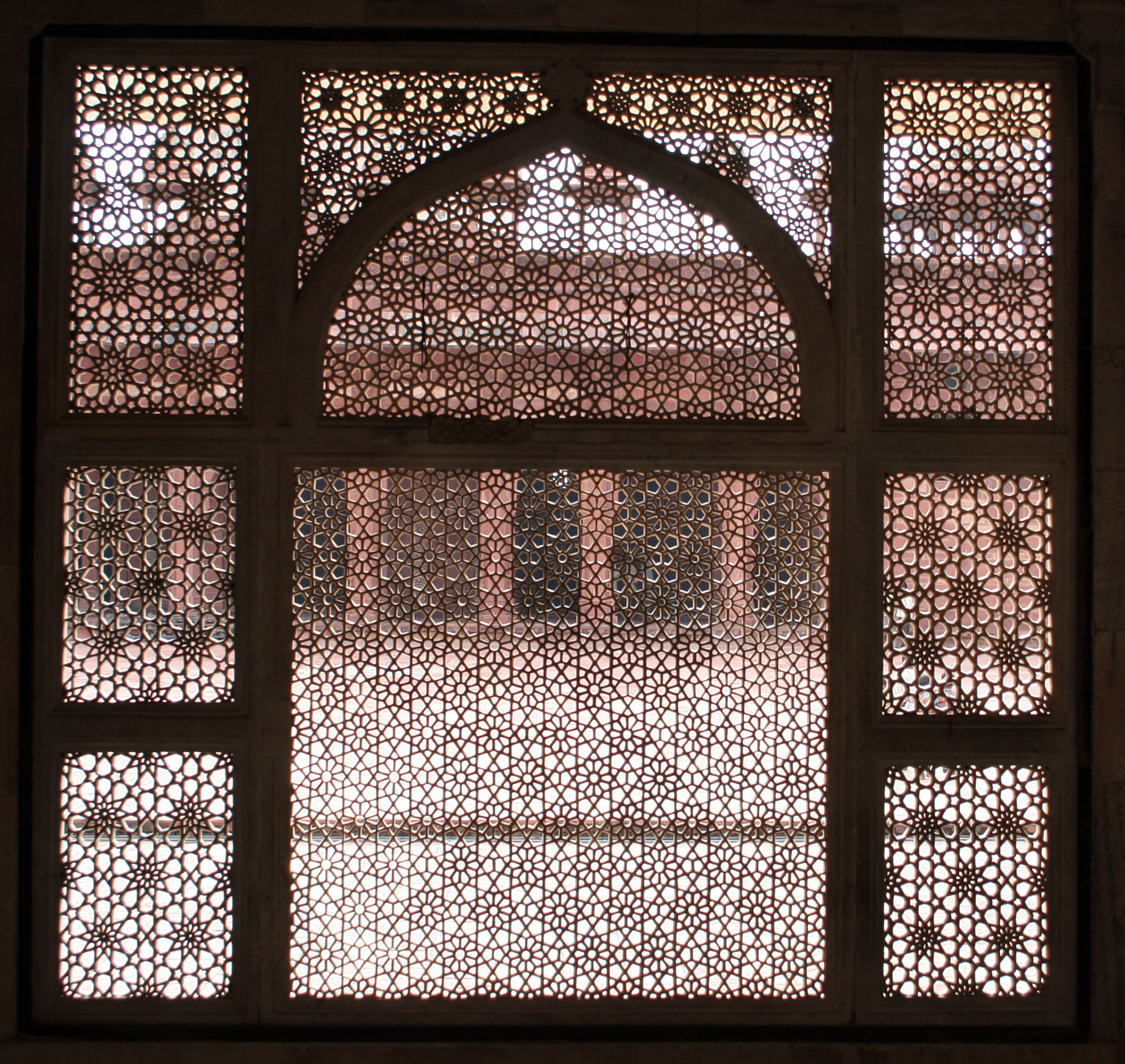
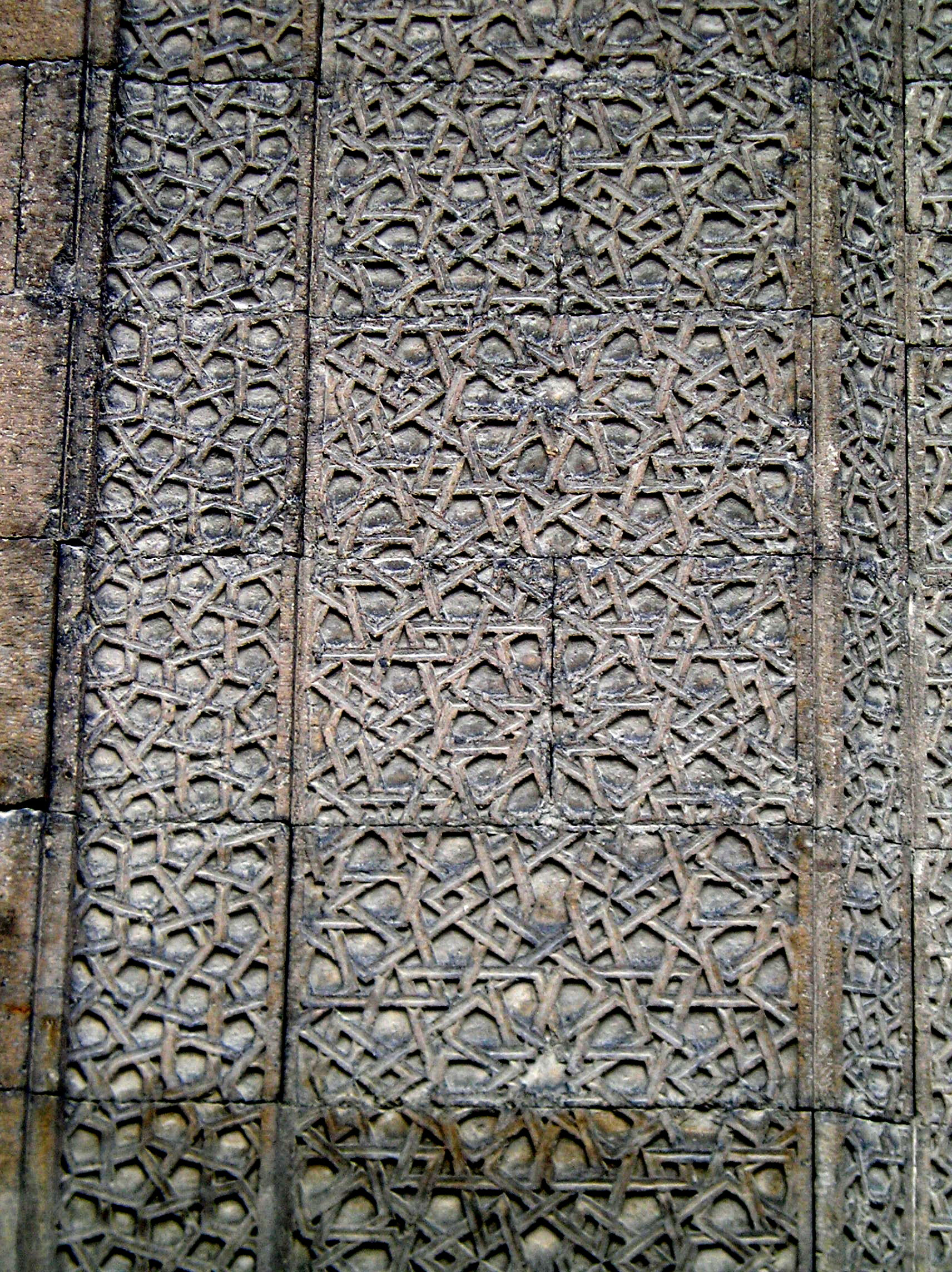
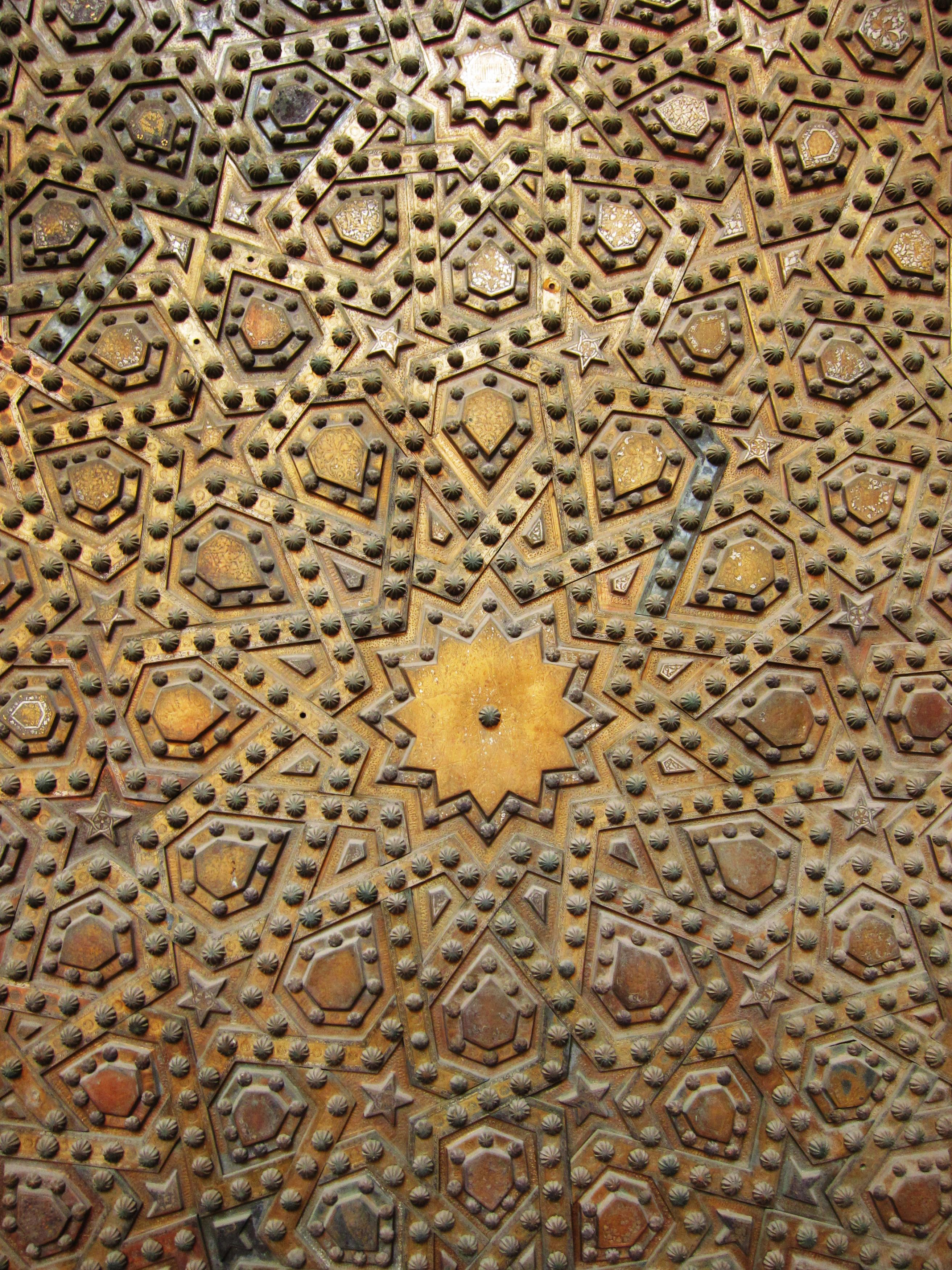
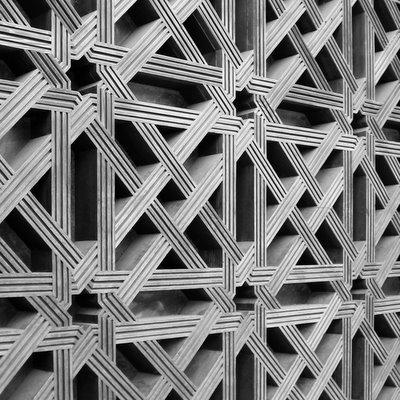